# Curt Lewinnek
Curt Lewinnek (gebürtig Curt Lewin oder Curt Levy; * 23. April 1904 in Prag; † unbekannt) war ein deutscher Kapellmeister und Komponist.

## Leben
Der polnischstämmige Musiker war bereits 1924 in Berlin durch die Auftritte mit seiner Kapelle bekannt. Etwas später erschienen auch Schallplatten von ihm und seinem Orchester, zudem betätigte er sich als Komponist. Unter anderem komponierte er Einmal glaubt' ich an deine Liebe für den berühmten Sänger Joseph Schmidt.
Mit Beginn der Tonfilmära arbeitete er auch für den Film. Meist intonierte er die Filmmusik mit seinem Orchester, dann übernahm er auch das Arrangement und komponierte zu drei Filmen selbst die Musik.
Die Machtergreifung der Nationalsozialisten bedeutete für den „Nichtarier“ Lewinnek das jähe Ende seiner Karriere. Er wurde in ein Konzentrationslager deportiert und kehrte nicht mehr nach Deutschland zurück. Nach dem Ende des Zweiten Weltkrieges komponierte er noch die Musik für einige französische Filme.

## Filmografie
- 1930: Die vom Rummelplatz (Musikalische Ausführung)
- 1931: Die Privatsekretärin (Musikalische Ausführung)
- 1931: Arm wie eine Kirchenmaus (Musikalische Ausführung)
- 1931: Der kleine Seitensprung (Musikalische Ausführung)
- 1931: Viktoria und ihr Husar (Musikalische Ausführung)
- 1931: Um eine Nasenlänge (Musikalische Ausführung)
- 1931: Salto Mortale (Musikalische Ausführung, auch französische Version)
- 1931: Reserve hat Ruh (Musik)
- 1931: Der Hellseher. Mein Herz sehnt sich nach Liebe (Musikalische Ausführung)
- 1932: Kiki (Musikalische Leitung und Ausführung)
- 1932: Le petit écart (Musikalische Leitung)
- 1932: Es war einmal ein Walzer (Musikalische Leitung)
- 1933: La fille du régiment (Musik und Musikalische Leitung)
- 1933: Die Regimentstochter / Die Tochter des Regiments (Musik und Musikalische Leitung)
- 1948: Neuf garçons, un coeur (Musik)
- 1949: Rote Signale / Das rote Signal (Le signal rouge, Musik)
- 1949: On demande un assassin (Musik)